# Delvin
Delvin (irl. Dealbhna) – miasto w hrabstwie Westmeath w Irlandii położone przy skrzyżowaniu dróg N51 i N52. Liczba mieszkańców w 2011 roku wynosiła 656 osób.